# David Dencik
Karl David Sebastián Dencik (nacido el 31 de octubre de 1974) es un actor sueco-danés. Ha actuado en películas suecas y danesas, y también ha tenido papeles importantes en películas y series en inglés, incluidas Tinker Tailor Soldier Spy (2011), The Girl with the Dragon Tattoo (2011), Top of the Lake (2017), McMafia (2018), Chernóbil (2019) y la película de James Bond Sin tiempo para morir (2021).
Dencik ha ganado dos veces el Premio Robert, al Mejor Actor en un Papel Protagónico por A Soap (2006) y el Premio Robert al Mejor Actor de Reparto en Televisión por The Chestnut Man (2021). Ganó un premio Guldbagge al mejor actor de reparto por The Perfect Patient (2019). También ha sido nominado siete veces al Premio Bodil.

## Primeros años y educación
Karl David Sebastian Dencik nació el 31 de octubre de 1974 en Estocolmo, Suecia, hijo de Lars Dencik, psicólogo social, y Kerstin Allrot, ex productora e historiadora de cine. Su apellido es eslovaco y proviene de su abuelo paterno, quien abandonó Liptovský Mikuláš, Checoslovaquia en busca de asilo en Suecia para escapar de la persecución nazi de los judíos en Eslovaquia en 1939.
La familia se mudó a Dinamarca en 1976, donde Dencik pasó su infancia. De adolescente estudió en Brasil, donde descubrió la capoeira, el arte marcial brasileño que combina elementos de danza y música. La vertiente danzaria de la Capoeira le llevó a interesarse por el teatro.
En 1999, Dencik se mudó a Estocolmo para estudiar en la Academia Nacional Sueca de Mimo y Actuación (Teaterhögskolan), donde se graduó en 2003.

## Carrera
Dencik actuó por primera vez en el escenario, incluido un papel en El sueño de una noche de verano en el Teatro Real Dramático de Estocolmo.
La primera aparición cinematográfica de Dencik fue como un barman en la película Reconstruction de 2003. Después de varios papeles menores en películas, se convirtió en un actor establecido en Suecia por su papel principal como el asesino John Ausonius en la miniserie de televisión de tres partes Lasermannen en 2005.
En 2006 interpretó a la transexual Verónica en A Soap de Pernille Fischer Christensen, por la que recibió el premio Robert al mejor actor.
En 2006 protagonizó la comedia Allt om min buske en sueco. En 2007 apareció en el largometraje danés Daisy Diamond, dirigido por Simon Staho.
Interpretó a Fred Åkerström en la película biográfica Cornelis del 2010. En 2011 apareció en la adaptación de Hollywood de The Girl with the Dragon Tattoo e interpretó a Toby Esterhase en la película Tinker Tailor Soldier Spy.
También protagonizó la película de temática gay Brotherhood y el thriller de Dimension Films Regresión . En 2017 interpretó al dueño de un burdel Alexander "Puss" Braun en la aclamada Top of the Lake de Jane Campion. McMafia (2018) vio a Dencik interpretar al jefe ruso, Boris Godman, inspirado en el libro McMafia: A Journey Through the Global Criminal Underworld (2008) del periodista Misha Glenny.
Luego, Dencik interpretó a un científico rebelde, Valdo Obruchev, en la película de James Bond Sin tiempo para morir (2021).
En 2025, participó en el videoclip del disco Skeletá de la banda sueca Ghost (banda) dando vida a un monje aparentemente poseído que entra a un confesionario buscando ayuda a su problema.

## Vida personal
Dencik está casado con la abogada danesa Sofie Dencik. Viven en Copenhague y tienen dos hijos.

## Filmografía seleccionada

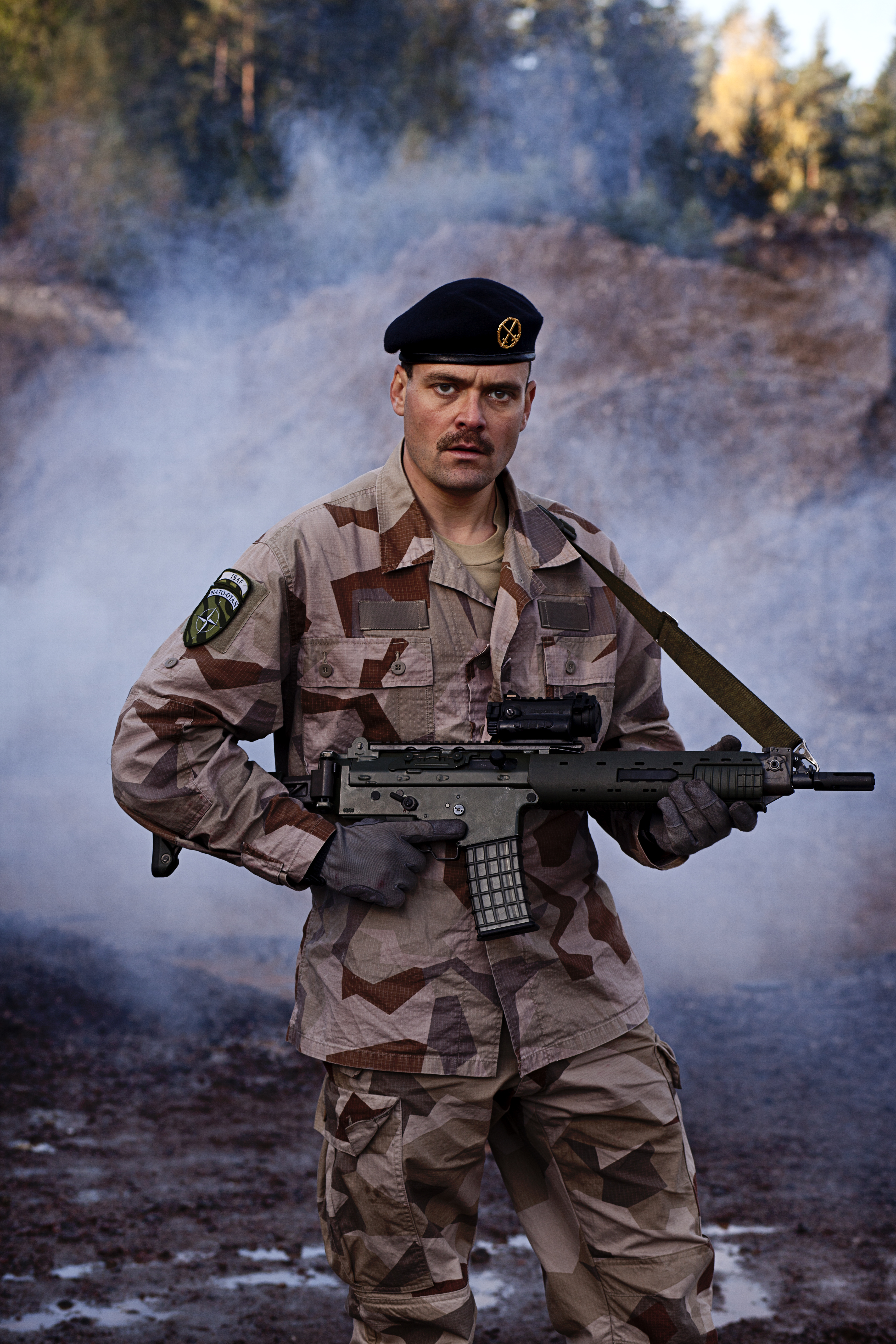
Dencik en Mission 1325

### Películas
| Año  | Título                                  | Papel                         |
| ---- | --------------------------------------- | ----------------------------- |
| 2003 | Reconstruction                          | Bartender                     |
| 2006 | A Soap                                  | Veronica                      |
| 2007 | All About My Bush                       | Henning                       |
| 2007 | Daisy Diamond                           | Jens                          |
| 2008 | Not Like Others                         | Conductor de taxi             |
| 2009 | Män som hatar kvinnor                   | Janne Dahlman                 |
| 2009 | Brotherhood                             | Jimmy                         |
| 2010 | Rosa Morena                             | Jakob                         |
| 2011 | War Horse                               | Oficial del campo base alemán |
| 2011 | Room 304                                | Martin                        |
| 2011 | Rebounce                                | Marcel                        |
| 2011 | Tinker Tailor Soldier Spy               | Toby Esterhase                |
| 2011 | The Girl with the Dragon Tattoo         | Morell joven                  |
| 2012 | Un asunto real                          | Ove Høegh-Guldberg            |
| 2012 | All That Matters Is Past                | Ruud                          |
| 2012 | Hamilton: In the Interest of the Nation | Viceprimer Ministro de Suecia |
| 2013 | ¡Somos lo mejor!                        | Padre de klara                |
| 2014 | Fasandræberne                           | Ulrik Dybbøl                  |
| 2014 | Serena                                  | Sr. Buchanan                  |
| 2015 | Regresión                               | John Gray                     |
| 2015 | Men & Chicken                           | Gabriel                       |
| 2016 | Across the Waters                       | Arne Itkin                    |
| 2017 | Backstabbing for Beginners              | Rasnetsov                     |
| 2017 | The Snowman                             | Dr. Idar Vetlesen             |
| 2019 | Waiting for the Barbarians              | The Clerk                     |
| 2019 | The Perfect Patient                     | Thomas Quick                  |
| 2021 | Sin tiempo para morir                   | Valdo Obruchev                |
| 2022 | Cangrejo negro                          | Colonel Raad                  |
| 2022 | Diorama                                 | Björn                         |
| 2022 | Attachment                              | Lev                           |
| 2022 | Kysset                                  |                               |
| 2023 | Tillsammans 99                          | Peter                         |

### Televisión
| Año     | Título                      | Papel                  | Notas        |
| ------- | --------------------------- | ---------------------- | ------------ |
| 2005    | Lasermannen                 | John Ausonius          | 3 episodios  |
| 2011–12 | Lykke                       | Profesor Anders Assing | 18 episodios |
| 2013    | The Borgias                 | Cardenal Orsini        | 2 episodios  |
| 2016    | Bedrag                      | Simon Absalonsen       | 10 episodios |
| 2017    | Top of the Lake: China Girl | Puss                   | 6 episodios  |
| 2017    | Genius                      | Niels Bohr             | 3 episodios  |
| 2018    | McMafia                     | Boris Godman           | 2 episodios  |
| 2019    | Arenas movedizas            | Peder Sander           | 6 episodios  |
| 2019    | Chernóbil                   | Mijaíl Gorbachov       | 3 episodios  |
| 2021    | The Chestnut Man            | Simon Genz             | 6 episodios  |
| 2022    | The Ipcress File            | Coronel Stok           | 6 episodios  |
| 2022    | Love & Anarchy              | Filip                  | 1 episodio   |
| 2022    | Riget                       | Bosse                  | 3 episodios  |
| 2022    | Vuxna människor             | Nathan                 | 8 episodios  |
| 2023    | Huset                       | Henrik                 | 6 episodios  |